# ブゴン
ブゴン（ぶごん）は、大分県で生まれた、架空の怪獣である。

## 概要
大分怪獣クラブが制作した架空の怪獣である。
大分市の大分県立美術館や別府市の別府ブルーバード劇場などを中心に地域活性イベントなどが行われ、田口清隆監督による映画も撮影されている（後述）。

## 特徴
デザインは、大分怪獣クラブのメンバー松本智明によるもの。
頭部は大分県の名産品であるとり天や唐揚げなどの鶏肉食文化から鶏のトサカを、顔は高崎山のサルのように赤く、背中には火山があり、口から温泉を吐きだす。

## 映画
田口清隆監督による自主制作映画も製作された。
この映画は、2022年4月下旬に第1弾が公開された別府短編映画プロジェクトの一環として制作された。

### 出演
- 青柳尊哉[4][6] - 主演[6]・大里[7] 役
- 須藤叶希[6]
- ねりお弘晃[6]
- しおつかこうへい[6]
- 岡村照[7] - 別府ブルーバード劇場館長[7]

### ロケ地

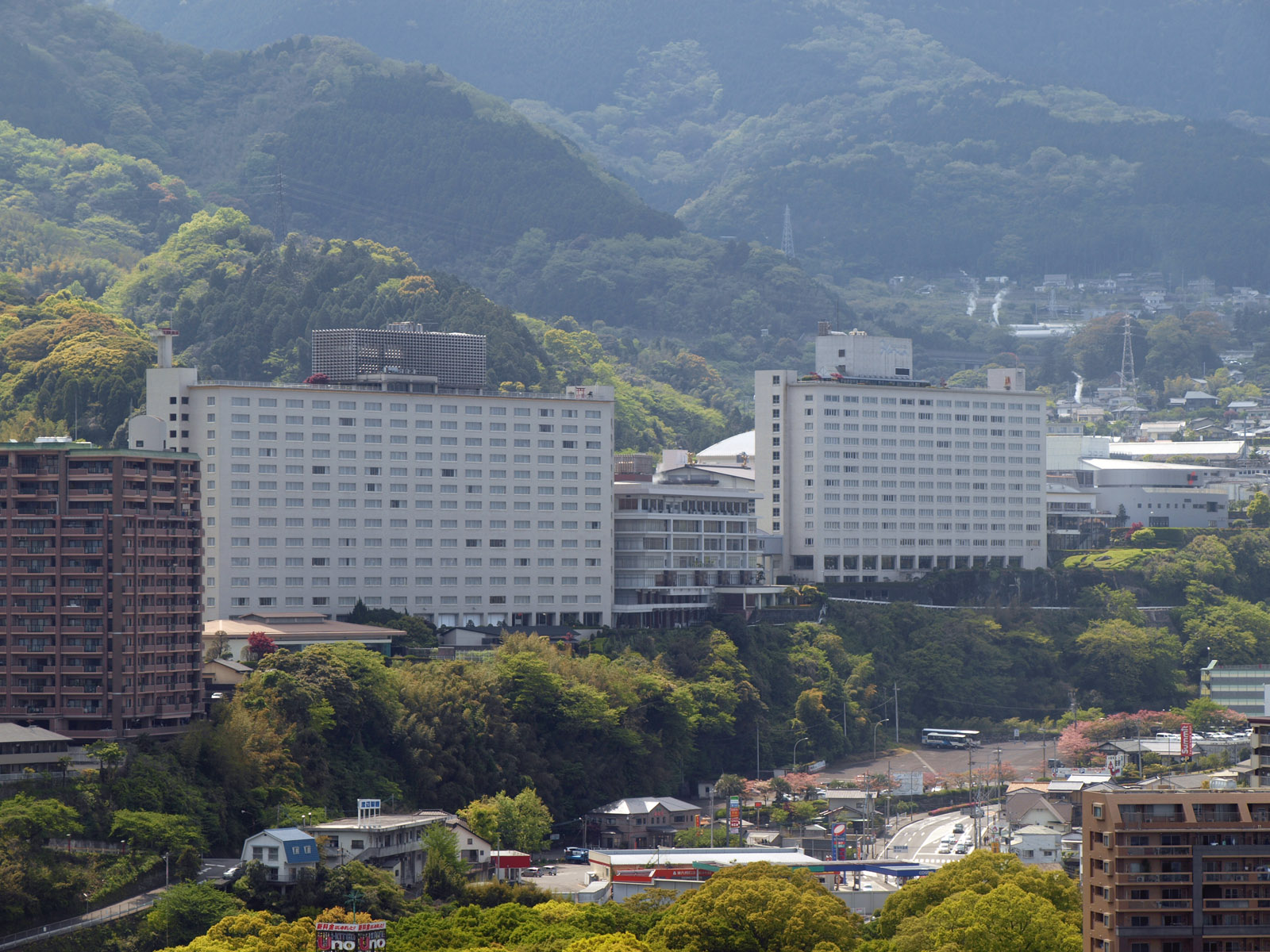
杉乃井ホテル

- 杉乃井ホテル[6][4][8][7] - 2021年12月に杉乃井ホテルのhana館でホテル内の爆破撮影が行われた[8][4]。
- 別府ブルーバード劇場[7] - 別府短編映画プロジェクトの映画作品を上映している映画館。別府駅などの周辺施設とともにロケ地としても登場[7]。
- 別府タワー[8] - ただし、映画に使われたミニチュアは、2022年現在のアサヒビールや『ゴジラVSスペースゴジラ』当時の朝日ソーラー[注釈 1]ではなくBeppu（ベップ）という看板になっている[8]。
- ラクテンチ[8]
- 伽藍岳[7] - なお、パンフレットの説明ではブゴンの背中の火山の説明でも「由布岳」「九重山」とともにモデルなっていることが明かされているが、この際、「九重山」の読みが「くじゅうさん」ではなく「ここのえさん」として紹介されている。

### 別府短編映画プロジェクト
別府市を舞台に日本屈指の映画監督がリレー方式で制作していくプロジェクト。
| 題目             | タイトル     | 監督     | 主演     | 公開日        |
| ---------------- | ------------ | -------- | -------- | ------------- |
| 1湯目 夏休みの湯 | 惡党と物書き | 土屋哲彦 | 津田寛治 | 2022年4月29日 |
| 2湯目 怪獣の湯   | 大怪獣ブゴン | 田口清隆 | 青柳尊哉 | 2022年8月19日 |
| 3湯目            | 縁石         | 斎藤工   | 安部賢一 |               |
| 不明             | 不明         | 白石和彌 |          |               |

### 備考
- 杉乃井ホテルでの撮影では、ホテル内でこの規模の作品では珍しい火薬量の爆破撮影が行われた[7]。
- 監督の田口清隆および主演の青柳尊哉は、高野八誠・吉岡毅志・須賀貴匡・長濱慎・中原翔子らとともに、別府ブルーバード劇場のブルーバード映画祭にてブゴンのスーツの完成お披露目に立ち会っている[12]。
- 別府タワーでの撮影の一部は、映画『ゴジラVSスペースゴジラ』と同じアングルで撮影されている。予告編でもそれが確認できよようになっている[6]。
- 映画『大怪獣ブゴン』の出演者は、全員ウルトラシリーズ出演経験があり、田口清隆監督の自主製作webドラマ『UNFIX』ともキャストが共通している。